# لؤي في الفضاء
لؤي في الفضاء (بالإنجليزية: Lloyd In Space)‏ هو مسلسل كرتوني تلفزيوني من إنتاج قناة ديزني عرض أول مرة في عام 2001. وهو من إنتاج جو أنسولابيهير وبول جيرماين، اللذان أنتجا مسلسل الفسحة، واشتركا في كتابة القصة مع مارك دروب، وتم تصميم الشخصيات من قبل إريك كيز. المسلسل يقع ضمن 40 حلقة موزعة على 4 مواسم، عرض في قناة ديزني شرق الأوسط عام 2002-2009 بدبلجة ممثلين لبنانيين باللغة الفصحى. أعادت محطة تون ديزني عرضه عدة مرات حتى عام 2006، عندما استبدلته بمسلسل مدرسة الإمبراطور الجديدة.

## قصة المسلسل
يحكي المسلسل عن حياة لؤي، وهو فضائي أخضر اللون يعيش في محطة فضائية، وتحدث المشاكل بينه وبين أخته التي تقرأ الأفكار وأمه التي تقود المحطة. وأصدقائه هم مجموعة مراهقين فضائيين ويواجهون مشاكل وأحداث يواجهها أغلب المراهقين.

## النجاح
تم تقديم المسلسل في فقرة ديزني صباح السبت على تلفزيون أيه بي سي، وتلقى معدلات مشاهدة أعلى من المتوقع، ما جعل ديزني تطلب المزيد من الحلقات. توقف إنتاج المسلسل في عام 2003 بعد إلغاء فقرة صباح السبت من المحطة، وعرضت آخر حلقة في فبراير 2004.

## شخصيات المسلسل
هذه قائمة بشخصيات المسلسل المهمة حسبما ظهرت في النسختين العربية والإنكليزية.

### العائلة
- لؤي غيوم (Lloyd Nebulon) فتى في الثالثة عشرة وهو محور المسلسل، ويصنف ضمن خانة الحمقى مع أصدقائه في المدرسة، رغم طيبته وكونه ابن قائدة المحطة، كما يتعرض للمواقف المحرجة. يؤدي صوته الإنكليزي كورتلاند ميد وصوته العربي سامر تنوري.
- نورا غيوم (Nora Nebulon) أم لؤي وهو مديرة المحطة ومنفصلة عن زوجها، وهي أم صارمة ولكنها حنونة، ولا يظهر والد لؤى في المسلسل. ويؤدي صوتها الإنكليزي أبريل وينتشيل وصوتها العربي زينة ضاهر.
- ياسمين غيوم (Francine Nebulon) أخت لؤي الصغرى وتتميز بقدرتها على قراءة الأفكار وتحريك الأشياء عن بعد وهي تزعج لؤي لأقصى حد. تؤدي صوتها الإنكليزي نيكوليت ليتل وصوتها العربي زينة ملكي.
- الجد أسعد غيوم (Leo Nebulon) جد لؤي ويعيش في دار للمسنين ويقدم النصائح له. صوته الإنكليزي بريان دول موراي وصوته العربي جورج دياب.

### الأصدقاء
- غدي هارون (Eddie Horton) صديق لؤي البشري وهو ابن شرطي المحطة. يؤدي صوته الإنكليزي جون شينكارو والعربي داني بستاني.
- جهاد مكنون (Douglas McNoggin) صديق لؤي وهو عبارة عن كائن دماغي وهو الأذكى بينهم والأضعف بدنيا. يؤدي صوته الإنكليزي باميلا هايدن وصوته العربي لارين خوري.
- كرم بلبان (Kurt Blobberts) مخلوق كبير وبنفسجي وبعين واحدة وهو أقلهم ذكاء. صوته الإنكليزي بيل فاغرباك وصوته العربي سامي ضاهر.
- إلكترون (Station) وحدة الكمبيوتر في المحطة والذي يتكلم مع لؤي ويعطيه النصائح، صوته الإنكليزي بريان جورج وصوته العربي طوني معلوف.

### المدرسة
- الآنسة برغي (Barbara Bolt) المعلمة الروبوت وتنزعج عندما يلهو لؤي في حصتها. الصوت الإنكليزي تريس ماكنيل والصوت العربي سهير صالحاني.
- أماني (Brittany) وهي فتاة مغرورة في فريق المشعات، وتتكبر على لؤي رغم أنه يحاول إثارة إعجابها. وتؤدي صوتها الإنكليزي أندي مكافي. تظهر معها صديقتها جينا (Megan) وتؤدي صوتها العربي ماريا أسود.
- رضوان غنادر (Rodney Glaxer) وهو عضو في فريق الرياضة وهو المتنمر في المدرسة. صوته الإنكليزي وارن سروكا.

### شخصيات أخرى
- كوجوك (Dunkirque) مساعد القائد في المحطة وهو صارم ومطيع. يؤدي صوته الإنكليزي دان كاستلانيتا وصوته العربي هو غسان إسطفان.
- هاني (Larry) أحد المساعدين والذي يلهو دائما في عمله، يؤدي صوته الإنكليزي إدي ديزن.
- بربر (Boomer) وهو عامل تصليحات المركبات في المحطة ويتميز ببساطة العقل، ويؤدي صوته الإنكليزي ديدريتش بادر.

## روابط خارجية
- لؤي في الفضاء على موقع IMDb (الإنجليزية)
- لؤي في الفضاء على موقع روتن توميتوز (الإنجليزية)
- لؤي في الفضاء على موقع كينوبويسك (الروسية)
- لؤي في الفضاء على موقع قاعدة بيانات الفيلم (الإنجليزية)